# Campionati del mondo di triathlon long distance del 2017
I Campionati del mondo di triathlon long distance del 2017 (XXIV edizione) si sono tenuti a Penticton in Canada, in data 27 agosto 2017.
Tra gli uomini ha vinto il canadese Lionel Sanders, mentre la gara femminile è andata all'australiana Sarah Crowley.

## Risultati

### Élite uomini
| Pos. | Atleta            | Paese       | Nuoto    | Bici     | Corsa    | Totale   |
| ---- | ----------------- | ----------- | -------- | -------- | -------- | -------- |
|      | Lionel Sanders    | Canada      | 00:40:40 | 02:51:12 | 01:45:35 | 05:20:36 |
|      | Joshua Amberger   | Australia   | 00:36:29 | 02:48:57 | 01:53:23 | 05:22:09 |
|      | Joe Gambles       | Australia   | 00:40:02 | 02:52:56 | 01:50:15 | 05:26:23 |
| 4    | Andy Potts        | Stati Uniti | 00:38:09 | 02:56:58 | 01:49:19 | 05:27:25 |
| 5    | Sylvain Sudrie    | Francia     | 00:38:36 | 02:50:35 | 01:57:44 | 05:29:49 |
| 6    | Drew Scott        | Stati Uniti | 00:39:54 | 02:53:11 | 01:56:23 | 05:32:19 |
| 7    | Francisco Serrano | Messico     | 00:39:59 | 03:01:34 | 01:50:51 | 05:36:05 |
| 8    | Jeff Symonds      | Canada      | 00:40:49 | 03:00:40 | 01:52:16 | 05:37:08 |
| 9    | Mark Buckingham   | Regno Unito | 00:38:15 | 03:02:02 | 01:55:31 | 05:38:48 |
| 10   | Paul Ambrose      | Australia   | 01:04:32 | 00:00:00 | 02:03:43 | 05:40:56 |
| 11   | Nathan Killam     | Canada      | 00:43:19 | 02:57:51 | 01:59:26 | 05:43:36 |
| 12   | Chris Bagg        | Stati Uniti | 00:40:46 | 03:03:15 | 02:01:49 | 05:49:40 |
| 13   | Denis Sketako     | Slovenia    | 00:43:20 | 03:08:46 | 01:55:17 | 05:50:44 |
| 14   | Philippe Lamberty | Lussemburgo | 00:40:42 | 03:06:17 | 02:03:15 | 05:53:44 |
| 15   | Kuniaki Takahama  | Giappone    | 00:39:57 | 03:27:17 | 02:11:57 | 06:23:09 |
| 16   | Jordan Bryden     | Canada      | 00:38:40 | 03:17:01 | 02:27:28 | 06:26:51 |

### Élite donne
| Pos. | Atleta                  | Paese       | Nuoto    | Bici     | Corsa    | Totale   |
| ---- | ----------------------- | ----------- | -------- | -------- | -------- | -------- |
|      | Sarah Crowley           | Australia   | 00:42:56 | 03:09:24 | 01:55:37 | 05:51:23 |
|      | Helle Frederiksen       | Danimarca   | 00:39:31 | 03:10:41 | 02:01:53 | 05:55:04 |
|      | Heather Wurtele         | Canada      | 00:42:55 | 03:09:40 | 02:00:00 | 05:55:51 |
| 4    | Kaisa Sali              | Finlandia   | 00:44:54 | 03:12:07 | 02:00:49 | 06:01:16 |
| 5    | Leanda Cave             | Regno Unito | 00:39:33 | 03:12:55 | 02:08:24 | 06:04:44 |
| 6    | Rachel Mcbride          | Canada      | 00:39:38 | 03:16:19 | 02:08:05 | 06:07:24 |
| 7    | Camilla Pedersen        | Danimarca   | 00:39:37 | 03:13:00 | 02:11:46 | 06:07:46 |
| 8    | Jen Annett              | Canada      | 00:45:23 | 03:12:29 | 02:09:41 | 06:10:44 |
| 9    | Melissa Hauschildt      | Australia   | 00:45:22 | 03:14:08 | 02:10:24 | 06:13:01 |
| 10   | Jennifer Spieldenner    | Stati Uniti | 00:39:28 | 03:16:32 | 02:15:24 | 06:14:46 |
| 11   | Skye Moench             | Stati Uniti | 00:44:59 | 03:17:45 | 02:12:32 | 06:18:59 |
| 12   | Gurutze Frades Larralde | Spagna      | 00:48:04 | 03:23:43 | 02:06:26 | 06:21:49 |
| 13   | Fawn Whiting            | Canada      | 00:51:05 | 03:27:51 | 02:06:18 | 06:29:08 |
| 14   | Chino Nishimura         | Giappone    | 00:44:56 | 03:35:44 | 02:08:13 | 06:32:50 |
| 15   | Ruth Brito Curbelo      | Spagna      | 00:45:22 | 03:26:21 | 02:18:05 | 06:33:29 |
| 16   | Kendra Goffredo         | Stati Uniti | 00:55:50 | 03:31:03 | 02:18:49 | 06:49:52 |
| 17   | Nagiho Ishida           | Giappone    | 00:44:55 | 03:55:01 | 02:44:52 | 07:28:58 |